# Traso
En la mitología griega, Traso (en griego antiguo: Θράσος) era el concepto personificado de la audacia.
Aunque la palabra θράσος podría ser utilizada tanto de forma positiva, con el significado de "coraje", como de forma negativa, significando "insolencia", en el único contexto en el que aparece Traso es como una personificación (un demon), que sin duda es un ser malicioso, mencionado junto a Hibris y Ate y enfrentado a Dice.